# Michael Manring
Michael Manring (Annapolis, 16 giugno 1960) è un bassista statunitense.

## Biografia
Nato ad Annapolis, originario della Virginia, laureato alla scuola di musica Berklee, Michael Manring iniziò la sua carriera suonando discomusic e fusion nelle discoteche di Washington.
Le sue sperimentazioni sul basso elettrico contribuirono (e tuttora contribuiscono) ad elevare il ruolo del basso elettrico nella musica contemporanea seguendo l'impegno del suo "maestro" ideale Jaco Pastorius, con il quale ha studiato. Le sue caratteristiche principali sono: uso di accordature particolari, tecniche percussive, utilizzo del contrappunto, velocità e magistrale uso degli armonici naturali ed artificiali.
Oltre ad essere stato per anni il bassista ufficiale della Windham Hill Records, Manring ha inciso e suonato con Larry Kassin, Alex Skolnick, Marco Maggiore, Steve Morse, Daniele Gregolin, Michael Hedges, Tom Darter, Patti Larkin, David Cullen e molti altri famosi musicisti. Ha partecipato inoltre al progetto Yo Miles!, la Miles Davis tribute band fondata da Wadada Leo Smith ed Henry Kaiser, sin dalla sua fondazione. È tutt'oggi impegnato in vari Tour che lo vedono protagonista in diversi paesi del mondo.
Manring è rispettato come un virtuoso estremo dello strumento e si avvale di accordature aperte e cambi di accordatura durante le sue esecuzioni per ottenere effetti inusuali e pionieristici.
Manring arriva a suonare anche due o tre bassi alla volta durante i suoi concerti, rimane storica a proposito la sua composizione My Three Moons. Suona bassi Zon Guitars, con cui ha anche progettato il suo personale modello, l’Hyperbass.

## Discografia parziale

### Solista
- 1986 - Unusual Weather
- 1989 - Toward The Center Of The Night
- 1991 - Drastic Measures
- 1994 - Thonk
- 1998 - The Book of Flame
- 2005 - Soliloquy

### Con i Montreux
- 1985 - Chiaroscuro
- 1987 - Sign Language
- 1989 - Let Them Say

### Con gli Attention Deficit
- 1998 - Attention Deficit
- 2001 - The Idiot King

### Con Scott McGill e Vic Stevens
- 2001 - Addition By Substraction
- 2003 - Controlled By Radar
- 2006 - What We Do

### Con gli Yo Miles!
- 1998 - Yo Miles!
- 2004 - Sky Garden
- 2005 - Upriver

### Con Larry Kassin e Tom Darter
- 2001 - Scatter

### Con David Cullen
- 2001 - Equilibré

### Con gli Sadhappy
- 1998 - Good Day Bad Dream
- 2005 - Outerspaces

### Con Alex de Grassi
- 1982 - An Evening with Windham Hill Live
- 2006 - DeMania

### Con gli Euro Groove Department
- 2005 - Optical Illusion
- 2008 - Euro Groove Department & Michael Manring Live At Cantoni Theatre

### Con Marco Maggiore
- 2014 - PassWords
- 2020 - Mad World

### Con Scott Amendola e Roberto Maria Zorzi
- 2018 - Facanàpa & Umarells and the World Wide Crash (Kutmusic)

### Con Gianfranco Continenza
- 2013 - Dusting The Time
- 2019 - Vertical Horizons
- Con Maurizio Rolli
- 2001- Moodswings- a tribute to Jaco Pastorius